# Blansko
Blansko (in tedesco Blanz) è una città della Repubblica Ceca, importante centro turistico ed industriale situato nella parte sud-orientale del Paese, adagiato sul fiume Svitava, 30 km a nord di Brno. Dista dalla capitale Praga 232 km. 
Diventato ufficialmente città nel 1905, nel 2005 ne ricorre il centenario e per l'occasione sono stati organizzati grandi festeggiamenti con la presenza qualificante del Presidente della Repubblica Ceca Václav Klaus.

## Storia
I primi scritti riguardanti Blansko risalgono al 1141, quando viene citata la presenza nella zona di un castello attorno al quale si sviluppò in seguito un borgo medievale, mentre le prime tracce della cosiddetta Blansko Nuova vengono datate la fine del '200.
Le due cittadine, separate dal fiume Svitava, prosperarono in completa autonomia una dall'altra, sia dal punto di vista amministrativo che economico, sino al 1526, anno in cui decisero di perseguire un cammino comune. Grazie a questa unione, nel 1580 Blansko assunse la qualifica di grossa borgata.

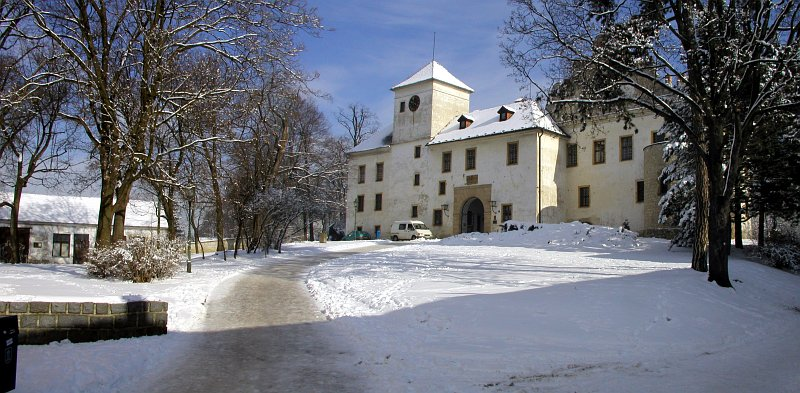
Il castello.

Alla fine del Cinquecento iniziò il regno della stirpe degli Žalkovští di Žalkovice. Nel 1604 venne ricostruita la fortezza gotica che venne poi trasformata in castello rinascimentale.

Il possesso di Blansko passò alla famiglia dei conti Gellhorn di Slesia verso la fine del Seicento, la quale, nel 1698, diede inizio alla produzione metallurgica. Questa tradizione proseguì con la famiglia nobile di Salm-Reifferscheidt, che acquistò nel 1766 una grande parte di Blansko.
Dalla prima metà dell'Ottocento si nota uno sviluppo della produzione metallurgica con un occhio particolare alla produzione di oggetti artistici in ghisa.

Nel 1896 la ditta praghese Breitfeld-Daněk acquistò il possesso delle ferriere.

Attorno al 1840 Blansko diventò centro della regione giudiziale in concomitanza con l'abrogazione dell'amministrazione patrimoniale e la riforma agraria.
La prosperità di Blansko accrebbe anche per la costruzione della linea ferroviaria Česká Třebová - Praga, che fu realizzata negli anni 1843 - 1849 a cura di una ditta italiana, la "Talachini".

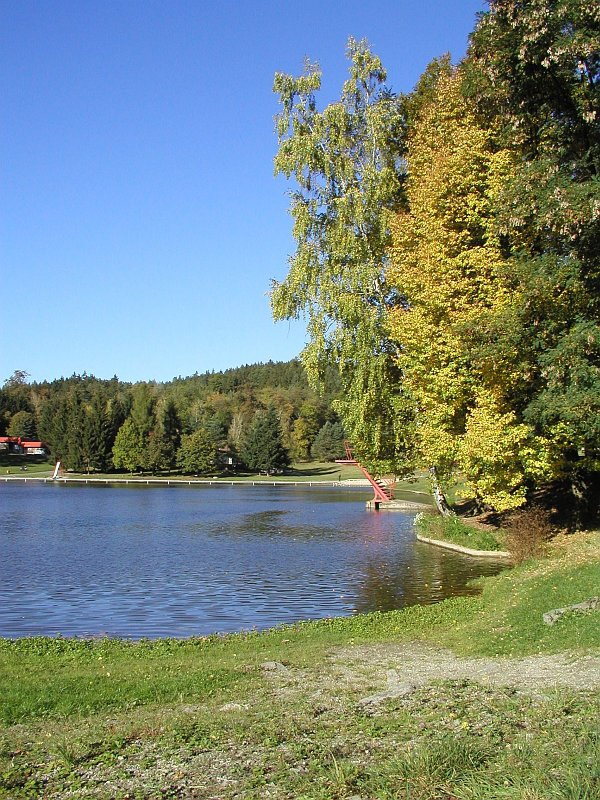
Il lago Palava.

Grazie alla continua espansione demografica ottenne nel 1905, grazie ad un decreto dell'imperatore Francesco Giuseppe, la promozione a città, divenendo infine capoluogo di provincia nel 1949.
Al giorno d'oggi conta circa 22 000 abitanti ed è chiamata "Porta d'ingresso del Carso Moravo", uno dei più importanti complessi di grotte sotterranee aperte al pubblico. La principale attrazione di questa zona è l'Abisso di Macocha con una profondità di ben 138 m.
Blansko moderna è orientata all'industria. In particolare nella produzione di turbine idrauliche in ghisa, turbine a vapore (officine CKD Blansko, in cooperazione con la russa Tyazhmash di Syzran Volga), di strumenti elettronici di misura e di meccanismi per l'industria tipografica.

## Demografia attuale
Secondo il più recente censimento del 2001 la popolazione totale di 20 694 abitanti è composta
- uomini 10.050
- donne 10.644

Religione dichiarata
- Cattolici 5.909
- Ussiti 219
- Evangelici 116
- Atei 11.673

Nazionalità:
- Cechi 16.706
- Slovacchi 188
- Moravi 3.063
- Altra nazionalità 51

Popolazione per fasce di età
- Minori di 15 anni 3.259
- Tra 15 e 59 anni 13.480
- Oltre 60 anni 3.852

## Amministrazione

### Gemellaggi
- Scandiano, dal 1964
- Mürzzuschlag, dal 1994
- Gravenzande, dal 1994
- Legnica, dal 2000
- Komárno, dal 2005
- Borisoglebsk